# Suuga
Suuga es una aldea del municipio de Mulgi, en el condado de Viljandi, Estonia. Tiene una población estimada, en 2020, de 14 habitantes.
Está ubicada al sur del condado, a poca distancia al oeste del lago Võrtsjärv y cerca de la frontera con el condado de Pärnu y con Letonia.